# TalkOrigins Archive
TalkOrigins es un sitio web perteneciente a la corporación sin fines de lucro "TalkOrigins Foundation, Inc.", originada en Texas. Es un sitio dedicado a proporcionar información científica sobre orígenes biológicos y físicos. A su vez, intenta proporcionar respuestas a reclamos antievolucionistas o de creacionistas y defensores del diseño inteligente. Tiene diferentes secciones dependiendo de la categoría del tema tratado: la evolución, el creacionismo, la geología (en el cual se tratan temas como la edad de la Tierra, el Diluvio Universal o el Catastrofismo) la astronomía, debates, diseño inteligente, o la evolución humana. El sitio web ofrece una amplia cobertura de la biología evolutiva y el movimiento sociopolítico antievolutivo.

## Orígenes e historia
El archivo de TalkOrigins comenzó en 1994, cuando Brett J. Vickers recopiló varias preguntas frecuentes publicadas por separado del grupo de noticias talk.origins y las puso a disposición de un único sitio FTP anónimo. En 1995, Vickers, junto con un estudiante de posgrado en ciencias de la computación en la Universidad de California en Irvine, creó el sitio web del archivo TalkOrigins a Wesley R. Elsberry, quien organizó un grupo de voluntarios para manejar el mantenimiento del Archivo.
En 2004, Kenneth Fair incorporó la Fundación TalkOrigins como una organización sin fines de lucro Texas 501 (c) (3). Los propósitos de la Fundación incluyen la financiación y el mantenimiento del Archivo de TalkOrigins y la posesión de los derechos de autor de los artículos de Archivo, lo que simplifica el proceso de reimpresión y actualización de dichos artículos. El problema de los derechos de autor ha planteado un problema particular ya que las preguntas frecuentes comenzaron como una pequeña colección con poca atención a los derechos de autor, pero desde entonces se han multiplicado. En 2005, la Fundación se le concedió la exención de impuestos por el IRS.

## Antecedentes
Las preguntas frencuentes y las FRA (Frequently Rebutted Assertions; Afirmaciones Refutadas con más Frecuencia) en el archivo de TalkOrigins cubren una amplia gama de temas relacionados con la biología evolutiva y el creacionismo. Estos incluyen el índice de Reclamaciones Creacionistas de Mark Isaak, una lista de respuestas a argumentos creacionistas sobre varios temas, con enlaces al material de fuentes primarias. El sitio de TalkDesign cumple un rol similar con el movimiento de diseño inteligente. También se encuentra el sitio de Fósiles Homínidos de Jim Foley, que estudia la evidencia de la evolución humana y tiene una extensa lista de enlaces a sitios web sobre biología evolutiva y creacionismo. Por último, el proyecto Quote Mine Project examina el uso de citas sacadas de contexto por los creacionistas. El sistema de comentarios recoge los comentarios de los lectores y publica una compilación, junto con las respuestas, cada mes. El archivo mantiene un sitio hermano que aborda los argumentos del Diseño Inteligente.
Si bien la actividad se ha reducido un poco desde 2006, el archivo mantiene una presencia de blog en The Panda's Thumb, un blog colaborativo que reúne artículos sobre la evolución de la blogosfera científica, así como algunos materiales originales.

## talk.origins
talk.origins es un grupo de discusión Usenet cuyo propósito es ser un lugar sobre la discusión de temas que se relacionan con los orígenes del universo, la vida en la Tierra y la civilización.
Data casi al comienzo de los Usenet: Antes del Gran Renombre de 1986, se lo conocía como net.origins.

## Premios y reconocimientos
Talkorigins.org ha ganado premios y reconocimientos a lo largo de los años:
- En 1999, The New York Times llamó a TalkOrigins un "buen antídoto" para la plétora de sitios web creacionistas que habían surgido.[4]
- Las páginas web de la Academia Nacional de Ciencias, el Smithsonian Institution, Leakey Foundation,[5] el Centro Nacional para la Educación Científica[6] y otras organizaciones recomiendan talkorigins.org.
- En agosto de 2002, el Scientific American reconoció a Talkorigins.org por sus "discusiones detalladas (algunas de las cuales pueden ser demasiado sofisticadas para lectores casuales) y bibliografías relacionadas con prácticamente cualquier objeción a la evolución que los creacionistas puedan plantear".[7]
- En octubre de 2006, The Dallas Morning News lo premió con el Sitio web de la semana.[8]

También se hace referencia al archivo en libros de texto de nivel universitario y se ha incorporado material de archivo en más de 20 cursos universitarios.